# Булатово (Абзелиловский район)
Була́тово (баш. Булат) — деревня в Абзелиловском районе Республики Башкортостан России. Входит в Альмухаметовский сельсовет.

## Происхождение названия
От башкирского личного имени баш. Булат (рус. Булат).

## География
Стоит на реке Большой Кизил.

### Географическое положение
Расстояние до:
- районного центра (Аскарово): 40 км,
- центра сельсовета (Целинный): 5 км,
- ближайшей железнодорожной станции (Альмухаметово): 8 км.

## Население
| 1939 | 1959 | 1968 | 1970 | 1979 | 1989 | 2002 |
| ---- | ---- | ---- | ---- | ---- | ---- | ---- |
| 289  | ↘214 | ↗266 | ↘246 | ↘182 | ↘150 | ↗158 |
| 2009 | 2010 |      |      |      |      |      |
| ↗194 | ↘155 |      |      |      |      |      |

Согласно переписи 2002 года, преобладающая национальность — башкиры (100 %).

## Религия
В деревне есть мечеть.